# Lovegaze
Lovegaze — дебютный студийный альбом американской певицы и арфистки Наили Хантер, вышедший 12 января 2024 года на лейбле Fat Possum Records. Он был спродюсирован Сисели Гоулдер и получил признание критиков.

## История
Наиля Хантер (Nailah Hunter) записала альбом в Англии с продюсером Сисели Гулдер, а также сотрудничала с композитором электронной музыки Беном Лукасом Бойзеном.

## Отзывы
| Совокупная оценка | Совокупная оценка |
| Источник          | Оценка            |
| ----------------- | ----------------- |
| Metacritic        | 83/100            |
| Оценки критиков   |                   |
| Источник          | Оценка            |
| AllMusic          | [ 1 ]             |
| Clash             | 6/10              |
| Mojo              | [ 4 ]             |
| Paste             | 8.0/10            |
| Pitchfork         | 7.9/10            |
| Uncut             | 8/10              |

Lovegaze получил 83 балла из 100 на агрегаторе рецензий Metacritic на основе семи отзывов критиков, что свидетельствует о «всеобщем признании». Uncut считает, что «будь то в качестве пособия для медитации или объекта для более сосредоточенного прослушивания, Lovegaze удался на славу», а Mojo назвал его «приятным, как будто слушаешь оракула из глубин цифровой пещеры». Пол Симпсон из AllMusic отметил, что альбом «делает больший акцент на Хантер как на певице и авторе песен, а не арфистке», в связи с чем она «значительно выросла как вокалистка», а также что он «демонстрирует диапазон Хантер от звуковых саундскейпов до арт-поп-маверика, и её музыка не перестаёт удивлять».
Девон Чодзин из Paste написал, что в Lovegaze «эмбиентные импульсы Хантер являются основополагающими, но нигде не приближаются к полноте», поскольку она «собирает самые завораживающие элементы соула и фолка, чтобы создать нечто завораживающее, потустороннее и почти нью-эйджевское по стилю». Мэдисон Блум из Pitchfork считает, что Хантер «проявляет себя как ловкий игрок и свободный, но изобретательный композитор», поскольку «она ловко включает в себя элементы современного R&B, поп и джаза». Мэтью Нил, рецензируя альбом для Clash, назвал его «многообещающим дебютным альбомом с искрящимися намёками на артиста, которым Хантер ещё может стать, который, возможно, готов писать её собственные мифологии».

## Список композиций
| №                   | Название            | Длительность |
| ------------------- | ------------------- | ------------ |
| 1.                  | «Strange Delights»  | 3:40         |
| 2.                  | «Through the Din»   | 3:43         |
| 3.                  | «Finding MIrrors»   | 3:42         |
| 4.                  | «000»               | 3:55         |
| 5.                  | «Lovegaze»          | 4:51         |
| 6.                  | «Bleed»             | 3:49         |
| 7.                  | «Adorned»           | 4:12         |
| 8.                  | «Cloudbreath»       | 3:07         |
| 9.                  | «Garden»            | 4:40         |
| 10.                 | «Into the Sun»      | 5:00         |
| Общая длительность: | Общая длительность: | 40:39        |